# Медовець береговий
Медо́вець береговий (Trichodere cockerelli) — вид горобцеподібних птахів родини медолюбових (Meliphagidae). Ендемік Австралії. Це єдиний представник монотипового роду Береговий медовець (Trichodere).

## Систематика і таксономія
Береговий медовець був описаний англійським орнітологом Джоном Гульдом у 1869 році під назвою Ptilotis cockerelli. У 1912 році австралійський орнітолог Альфред Норт виділив вид у монотиповий рід Trichodere. Результати генетичного дослідження, опубліковані у 1912 році показали, що береговий медовець є близьким до роду Медовка (Phylidonyris).

## Поширення і екологія
Берегові медовці мешкають на крайньому півночі та на сході півострова Кейп-Йорк в штаті Квінсленд. Вони живуть в сухих тропічних лісах і сухих саванах, у вологих тропічних лісах і чагарникових заростях та в мангрових лісах.